# Койте до Ноя
Койте ду Ноя е община в централната част на бразилския щат Алагоас. Общината е разположена в статистико-икономическия мезорегион Агрести Алагоану. Населението на общината към 2010 г. е 10 926 души, а територията ѝ е 88,488 кв. км. Граничи с общините Игаси на север, Лимуейру ди Анадия на юг, Такарана на изток и Арапирака на югозапад.